# ホテル新羅
株式会社ホテル新羅（Hotel Shilla Co., Ltd.、주식회사호텔신라）は、韓国のサムスングループの系列会社。

## 基本情報
ホテル新羅（シーラ）はウェスティン朝鮮ホテルなどともに、韓国を代表する名門ホテルの一つである。1973年5月9日に創業。代表取締役社長は、サムスングループ2代目会長である李健熙の長女の李富真（前サムスンエバーランド社長、前サムスン物産商事部門顧問）。ソウル特別市でソウル新羅ホテル、済州特別自治道で済州新羅ホテルと、国内では2箇所で新羅ホテルを運営している。2006年からは中国で蘇州新羅ホテルの委託運営を開始。2013年からは、高級ビジネスホテル「新羅ステイ」を展開している（子会社の新羅ステイ株式会社による運営）。また、免税店事業は市中や空港などで、国内に6店舗（インターネット免税店含む）、海外で5店舗展開。

### ソウル新羅ホテル
ホテル新羅は1979年3月8日、 朝鮮時代の南小営の跡地にソウル新羅ホテルを全面開業した。ソウル特別市中区東湖路に位置し、地上23階、地下3階のホテル棟と迎賓館（朴正煕政権時代の国家迎賓館）、新羅免税店、駐車タワーなどから構成されている。館内にフレンチや日本食など飲食施設が7つ、宴会場が7つ、客室数は464室である。その他、フィットネスクラブ、室内外プール、スパ、サウナ、アーケードが用意されている。またオープン以降、1988年のソウルオリンピック、第109回IOCソウル総会（1999年6月）、南北高官高級会談（2000年8月）、2002年FIFA日韓ワールドカップなど大きな行事では公式ホテルに指定されている。また世界各国の政治家や企業家、金融家、経済人を初め芸能界やスポーツ選手のVIP御用達のホテルとなっている。
ソウル新羅ホテルは、日本のホテルオークラが運営するホテルグループ、「オークラ ホテルズ&リゾーツ」のメンバーである。
2013年1月10日から同年7月31日まで改装工事のため休業。同年8月1日に再オープンした。改装は世界的デザイナーのピーター・レメディオスが担当。インテリアは木や石など、自然にやさしい素材を使用し、自然光を最大限に活用した。ソウル新羅ホテルがガーナギャラリーと一緒に造成した1万2千坪の野外彫刻公園には、国内外で作品活動を広げている40人の現代作家の彫刻作品70点余りが展示されている。
ホテル内最高級朝鮮料理店「ラヨン」は韓国初のミシュラン2016～18年ソウル版で、3年連続して三ツ星を獲得した。 2019年フォーブストラベルガイドのホテル部門で、ソウル新羅ホテルが韓国初で唯一の５つ星ホテルを獲得した。

### 済州新羅ホテル
ホテル新羅の第1号チェーンホテルとして1990年7月、済州道（現・済州特別自治道）西帰浦市にオープン（1998年増築棟開館 ）。フランスのOGAWA＆FERRE社がインテリアを担当、429室の客室と朝鮮料理を含む6つの飲食施設、8つの宴会場、 室内外プールやフィットネスクラブ、グランピング＆キャンピングビレッジ、カジノ、スパなどが揃っている。 済州新羅ホテルのロビーとフロアーのあちこちには、サルバドール・ダリのスペースヴィーナスを含む約400余点以上の国内外の有名作家の作品が飾られている。　
ソウル新羅ホテルと同様に、オークラ ホテルズ&リゾーツのメンバーである。

### 新羅ステイ
新羅ステイ（Shilla Stay）はホテル新羅がプロデュースしたプレミアム・ビジネスホテル。ソウル市、京畿道、天安市、蔚山市、釜山市、済州市など、韓国全土に14店舗を展開している。米国や中国など、海外でのホテル展開も計画している。
- 新羅ステイ東灘
- 新羅ステイ駅三
- 新羅ステイ済州
- 新羅ステイ西大門
- 新羅ステイ蔚山
- 新羅ステイ麻浦
- 新羅ステイ光化門
- 新羅ステイ九老
- 新羅ステイ天安
- 新羅ステイ麗水
- 新羅ステイ瑞草
- 新羅ステイ三成
- 新羅ステイ海雲台
- 新羅ステイプラスイホテウ（Shilla Stay Plus Ihotewoo）

### 新羅免税店
1986年7月2日、ソウル新羅ホテル敷地内にソウル店を開店。1989年8月、済州道（現済州特別自治道）に済州店を開店。2008年5月、仁川国際空港に仁川空港店を開店。このほかに、金浦国際空港、済州国際空港にも出店している。2015年、現代産業開発と共同でソウル市内の新規免税店事業者に選ばれ、現代産業開発が開発した龍山駅のアイパークモール内に、ソウル市内では2店舗目となる新羅IPARK免税店がオープンした。

## 売上高
- 2018年度の売上高は1兆1928億ウォン[8]。